# Заяць Андрій Іванович
Андрій Іванович Заяць (27 жовтня 1971) — український дипломат. Надзвичайний та повноважний посол України. Державний секретар Міністерства закордонних справ України.

## Біографія
Народився 27 жовтня 1971 року в місті Ужгород на Закарпатті. У 1993 році закінчив Ужгородський державний університет, факультет романо-германської філології.
- 1993 − 1995 рр. — шкільний вчитель Часлівецької школи в Ужгородському районі Закарпаття.
- 1995 − 1998 рр. — референт, аташе, третій секретар Посольства України в Угорщині
- 1998 − 2000 рр. — другий секретар МЗС України.
- 2000 − 2003 рр. — другий, перший секретар Посольства України в Бельгії
- 2003 − 2004 рр. — консул Генерального консульства України в Ніредьгазі, Угорщина.
- 2004 − 2005 рр. — начальник відділу аналізу і планування Департаменту консульської служби МЗС України
- 2005 − 2006 рр. — заступник директора Департаменту Секретаріату Міністра закордонних справ України
- 2006 − 2008 рр. — директор Департаменту Секретаріату МЗС України, член делегації України 14-го засідання Ради міністрів ОБСЄ.
- 18.12.2007[1] — 05.07.2013 — Надзвичайний та Повноважний Посол України в Гвінеї.
- 17.06.2008[2] — 05.07.2013 — Надзвичайний та Повноважний Посол України в Сенегалі за сумісництвом.
- 15.07.2009[3] — 05.07.2013[4] — Надзвичайний та Повноважний Посол України в Кот-д'Івуарі за сумісництвом.
- Зчервня 2012 по 05.07.2013 — Надзвичайний і Повноважний Посол України в Сенегалі
- Липень 2013 р. — лютий 2014 р. — Посол з особливих доручень МЗС України
- Березень—липень 2014 р. — директор Департаменту Секретаріату Міністра МЗС України
- Липень—грудень 2014 р. — директор Департаменту країн Близького Сходу та Африки МЗС України
- Грудень 2014 р.[5]—липень 2015 р.[6] — керівник Апарату Прем'єр-міністра України
- Серпень 2015 р. — грудень 2016 р. — директор Департаменту країн Близького Сходу та Африки Міністерства закордонних справ України
- Грудень 2016 р. — березень 2020 р. — державний секретар МЗС України[7][8]

## Дипломатичний ранг
- Надзвичайний і повноважний посланник першого класу[9]